# Englische Badmintonmeisterschaft 1979
Die Englische Badmintonmeisterschaft 1979 fand bereits vom 7. bis zum 10. Dezember 1978 im Coventry S.C. in Coventry statt. Es war die 16. Austragung der nationalen Titelkämpfe von England im Badminton.	

## Titelträger
| Disziplin    | Gold                       | Silber                     |
| ------------ | -------------------------- | -------------------------- |
| Herreneinzel | Ray Stevens                | Derek Talbot               |
| Dameneinzel  | Gillian Gilks              | Nora Perry                 |
| Herrendoppel | Ray Stevens Mike Tredgett  | David Eddy Eddy Sutton     |
| Damendoppel  | Gillian Gilks Jane Webster | Nora Perry Barbara Sutton  |
| Mixed        | Mike Tredgett Nora Perry   | Derek Talbot Gillian Gilks |

## Finalresultate
| Disziplin    | Sieger                     | Finalist                   | Ergebnis            |
| ------------ | -------------------------- | -------------------------- | ------------------- |
| Herreneinzel | Ray Stevens                | Derek Talbot               | 15-10, 10–15, 15-10 |
| Dameneinzel  | Gillian Gilks              | Nora Perry                 | 11-3, 7-11, 12-10   |
| Herrendoppel | Ray Stevens Mike Tredgett  | David Eddy Eddy Sutton     | Verletzung D. Eddy  |
| Damendoppel  | Gillian Gilks Jane Webster | Nora Perry Barbara Sutton  |                     |
| Mixed        | Mike Tredgett Nora Perry   | Derek Talbot Gillian Gilks | 15–7, 15-9          |